# Taxe professionnelle communale
Pour la taxe française, voir Taxe professionnelle en France.
La taxe professionnelle communale est une taxe acquittée dans le canton de Genève, en Suisse.

## Histoire
Alors qu'elle vient d'être rattachée à la République française par le traité de Réunion du 15 avril 1798, Genève voit se créer un nouvel impôt le 15 août de la même année, la contribution des patentes. Déjà en vigueur en France depuis 1791, elle est considérée comme l'ancêtre de la taxe professionnelle, dite de nos jours communale pour Genève et sur l'investissement pour l'hexagone. Le canton ayant recouvré son indépendance en 1813, les deux taxes ont évolué de manière très différentes.

## Caractéristiques

### Personnes concernées
Y sont assujetties les personnes physiques et morales exerçant leur activité lucrative principale dans le canton, à l'exception des personnes faisant louer des biens immobiliers non meublés, des agriculteurs (hors activités commerciales et/ou industrielles) et des services publics.

### Calcul
La taxe est basée sur le chiffre d'affaires, imposable au maximum de 6 ‰ (Art.307B no 7), sur l'effectif du personnel (Art. 307 A no 3) (à l'exception des apprentis), à hauteur de 10 francs suisses par personne et enfin sur le loyer des locaux, imposé à 5 ‰ (Art. 307 A no 2). Le loyer taxable prend notamment en compte la superficie des locaux utilisés professionnellement,.

## Fin de l'impôt
Début 2023, l'annonce de la fin de cet impôt est annoncé, moyennant un vote du Grand Conseil du canton de Genève sur cette proposition.